# Сєдов Григорій Семенович
Григорій Семенович Сєдов (рос. Григорий Семенович Седов; 12 (24) січня 1836 — 15 (27) квітня 1884) — російський художник історичного живопису, академік Імператорської академії мистецтв.

## Біографія
Григорій Сєдов народився в Москві 12 січня 1836 року в родині торговців м'ясом. Художню освіту здобував спочатку в школі живопису і скульптури в Москві, а потім у 1857 році вступив в академію мистецтв. Результатом успішного навчання стали: мала срібна медаль за рисунок у 1858 р., велика срібна медаль за рисунок і мала за етюд у 1859 р., а в 1860 році — велика медаль за етюд.

## Творчість
Його картини «Мандрівники захоплені дощем» і «Похід Олега на Царгород» були представлені на виставці 1862 року. У 1864 році Григорій Сєдов отримав малу золоту медаль за програмну картину «Меркурій присипляє Аргуса», а в 1866 — велику золоту медаль і звання художника 1-го ступеня, з правом на пенсіонерське перебування за кордоном протягом шести років, за програмну роботу «Звернення Володимира в християнство».
У 1867 році він їде в Париж, де прожив до 1870 року. У Парижі Сєдов написав дві картини: «Христос у темниці» і образ Пресвятої Трійці в куполі вівтаря паризької православної церкви. Тут художник осліп на одне око. Незнання ним іноземних мов і хвороба ока сильно утрудняли його життя за кордоном.
У 1870 році художник повернувся назад до Росії, три останніх роки пенсіонерства він провів у Москві, займаючись в основному роботами для церков. У тому ж 1870 році Сєдов отримав від академії мистецтв звання академіка за картину «Іван Грозний і Малюта Скуратов».
У 1876 році Сєдов показав на виставці академії мистецтв свою відому картину: «Іван Грозний милується Василиною Мелентіївною», яка мала величезний успіх. Крім перерахованих картин, Григорій Сєдов є автором таких полотен, як «Курська міщанка», «Саянка Щигровського повіту», «Цар Олексій Михайлович вибирає собі наречену», а також зображення чотирьох євангелістів більше натуральної величини і восьми пророків у церкві св. Трійці у Покровських воріт (Москва).
Помер Григорій Семенович Сєдов в Москві.

## Галерея

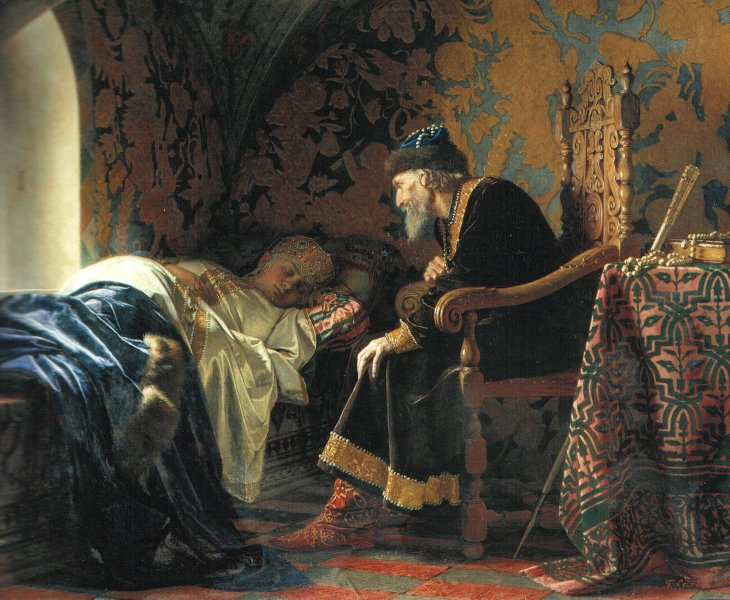
«Іван Грозний милується Василиною Мелентіївною», 1876
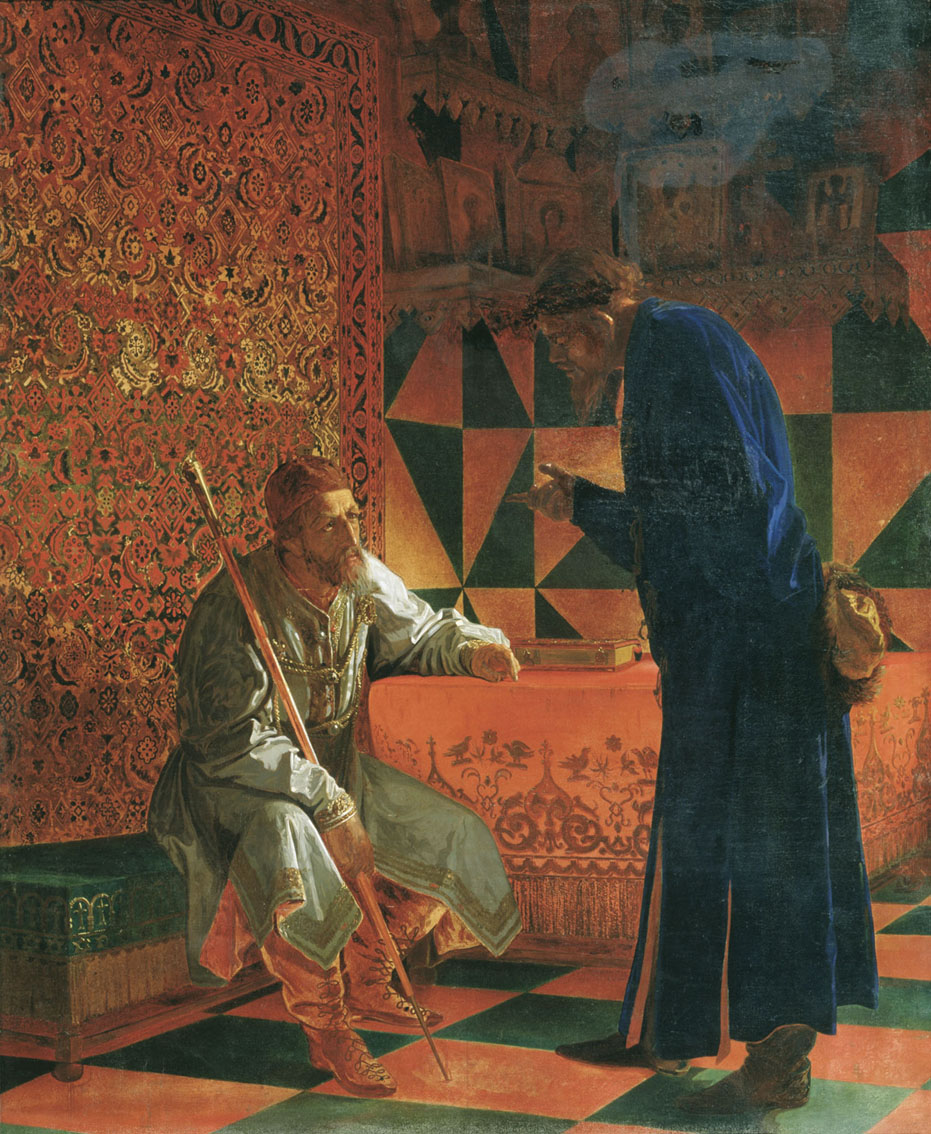
«Іван Грозний і Малюта Скуратов», 1870
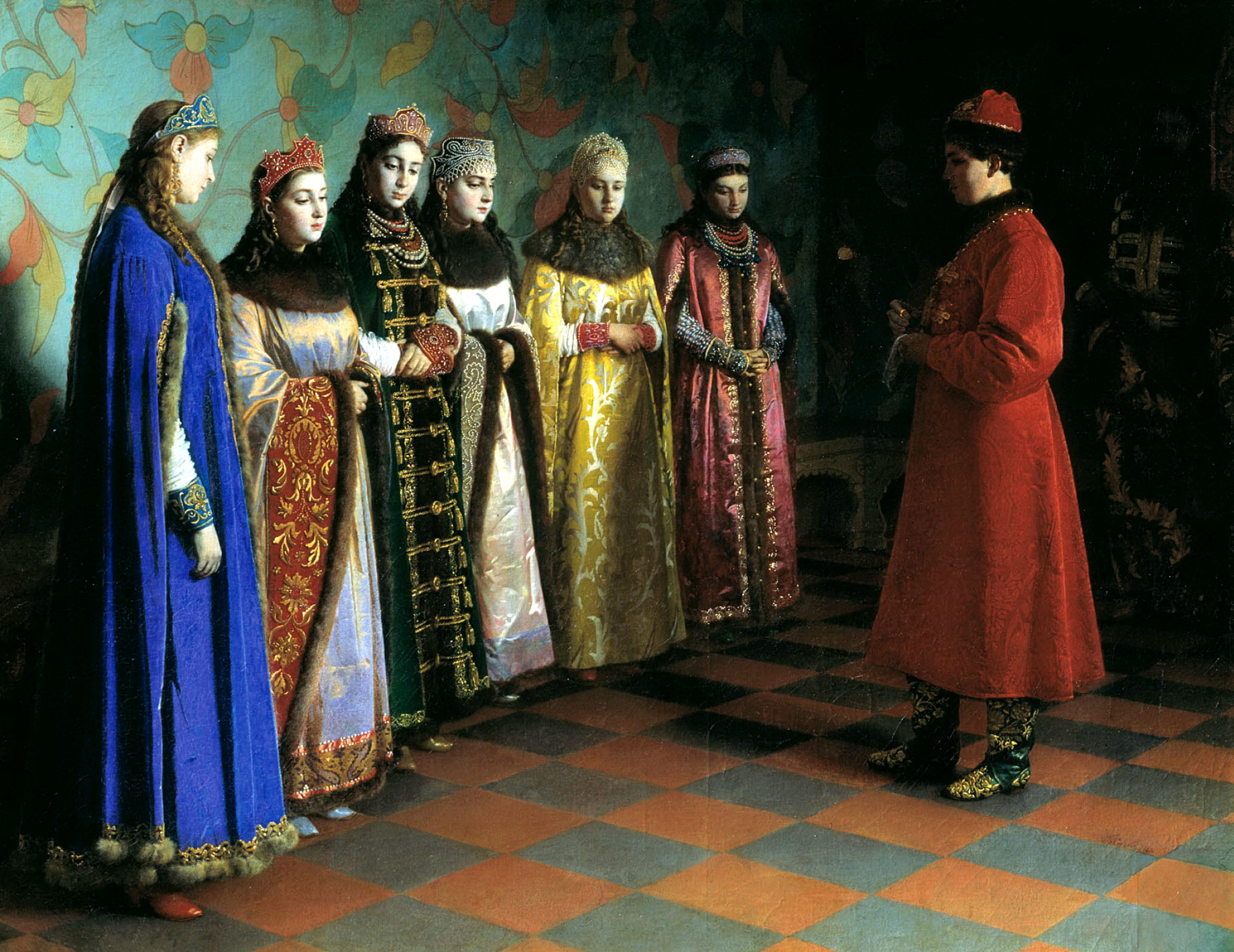
«Вибір нареченої царем Олексієм Михайловичем», 1882
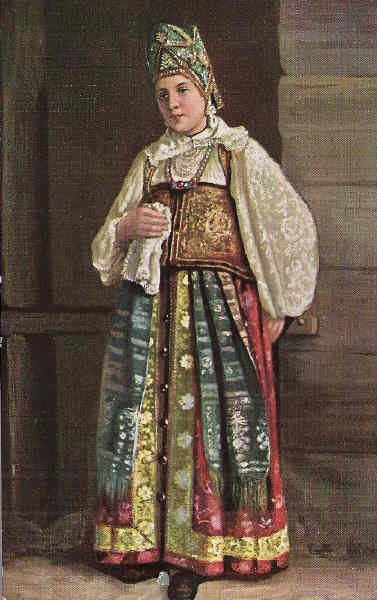
«Курська міщанка»